# 모토로라 모빌리티
모토로라 모빌리티(영어: Motorola Mobility) 미국의 휴대전화 제조업체이다.

## 역사

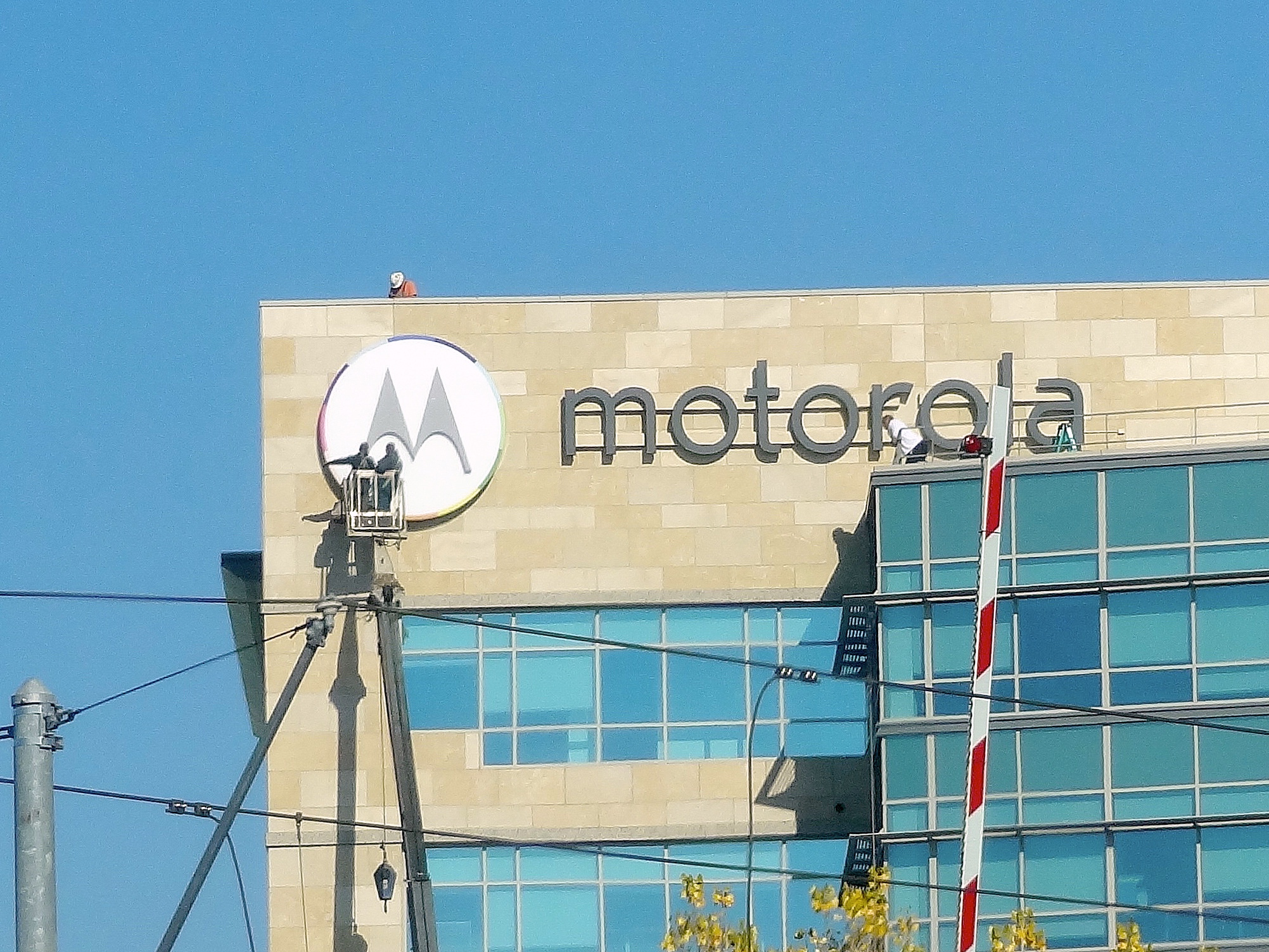
구글 캠퍼스 근처 새로운 모토로라 모빌리티 로고 설치작업 사진

2011년 1월, 모토로라 모빌리티는 모토로라에서 별도 법인으로 분사 될 때까지 모토로라 내부의 개인용 통신 장비 사업 부문으로서 모토로라의 모바일 디바이스 사업부로 알려졌다.
2011년 1월 4일, 모토로라 인코퍼레이티드는 휴대전화사업과 본사의사업부분이 불안정적으로 운영됨에대한 걱정과 사업부 실적의 부진으로 인해 모토로라 인코퍼레이티드의 자회사로 분리하기로 결정하였다.
2011년 8월 15일, 모토로라는 더 발전적이고 공격적인 사업을 위해 새로운 모기업을 찾게되고, 대상기업이 된 구글은 인수할 때 각 주당 63%의 경영권 프리미엄을 얹어 총 125억 달러(당시 한화 약 13조 5,125억원)에 인수하기로 결정하였다.
2012년 12월 20일, 모토로라는 케이블TV 장비와 셋톱박스를 제조하는 홈(Home)사업부를 23억 5,000만 달러에 애리스사에 매각하기로 결정하였다.
2013년 6월 27일, 구글과 모토로라는 기존의 로고를 대신할 로고를 공개하였는데, 새로운 로고는 구글의 색체를 일부 반영하였다.
2013년 12월, 모토로라는 회사 사업부를 휴대전화 제조분야와 기술개발분야로 분리시키기로 결정하였다.
2014년 1월 30일, 구글은 모토로라의 분리된 사업부 중 '스마트폰 제조분야'를 매각하기로 결정하였고 레노버에게 총 29억 1,000만 달러(당시 한화 약 3조 100억원)에 매각하기로 결정하였다.
2014년 2월 1일, 구글은 선진기술 및 프로젝트(ATAP) 부문은 매각 대상에서 제외했기 때문에 프로젝트 아라와 같은 '기술개발분야'는 구글이 담당하며 '휴대전화 제조분야'는 레노버가 모기업으로 사업구조가 재편되었다.

## 사업

### 사업 재기
2002년에서 2003년사이, 모토로라의 모바일 디바이스 부서는 기존의 딱딱한 휴대전화에서 사용자의 편의, 디자인, 브랜드 세 가지 영역을 중심으로 새롭게 개편하기 시작하였다. 시간이 지날수록 모토로라는 사용자 경험에 더 많은 관심을 보이기 시작하였고, 이에 따라 다양한 제품이 출시되기 시작됐다.

### 분리 후
2011년 1월 4일, 회사에서 분리된 별도의 독립적인 회사로 거래를 시작했다.

### 사업구조 재편
레노버의 인수에도 불구하고, 모토로라는 경영진과 정책은 유지하며 진행중인 프로젝트와 기술개발을 위해 노력하고 있다.

## 제품

### 모토로라 V.(브이닷)
모토로라 V.(브이닷)은 2000년에 출시된 패션 휴대폰이다. 대표 기종은 한국통신프리텔(현 KT) n016 기종인 V8261이다.

### 레이저
2003년 12월 이후, 모토로라는 레이저를 출시하였다. 레이저는 눈에 띄는 외관과 얇은 두께를 가지고있어, 처음에는 디자인성으로 관심을 끌게되었다. 2006년 7월까지 50만대 이상을 판매하였고, 레이저가 출시된 4년동안, 모토로라는 세계 최고의 판매대수인 130만개 이상의 판매대수를 기록했다.

### 모토로라 아트릭스
모토로라 아트릭스는 2011년 3월에 출시된 3G 스마트폰이다.

### 미래
2013년 8월 모토로라 기업의 론 부사장은 기자들과의 인터뷰에서 "앞으로 우리회사는 양보다는 질에 초점을 맞추어 적은량의 제품생산에 초점을 맞출 것"이라고 설명하였으며, 론 또한 "구글에서 우리의 임무는 장기적인 혁신을 가지고있는 것이다"라고 주장하였다.

## 기술

### 특허
2011년 기준 모토로라 모빌리티는 17,000개의 특허 기술을 보유하였으며, 현재 출원 중인 7,000개의 특허를 합치면 24,000개 정도의 특허를 보유하고 있다. 이 수치는 캐나다의 휴대 전화 회사인 노텔의 7,000개에 비하면 매우 많은 특허 기술을 보유하고 있는 회사이다.

## CI

모토로라 인코퍼레이티드에서 분리된 후 사용됨 2011년 1월 ~ 2013년 6월
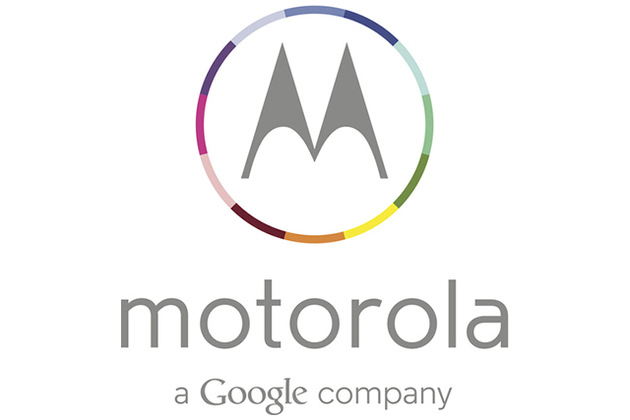
구글의 색채를 새로 반영함 2013년 6월 ~ 2014년 10월 30일
레노버의 색채를 새로 반영함 2014년 11월 1일 ~ 현재

## 같이 보기
- 모토로라
- 구글
- 레노버